# このエロマンガがすごい!
このエロマンガがすごい! (Amazing Erotic Mangas) は、『SPA!』が企画している成人向け漫画の賞。

## 特徴
『SPA!』の袋とじ部分に掲載されている企画であり、業界人からなる審査員が優秀と評価した成人向け漫画作品に大賞をはじめとした賞を授与しているほか、成人向け漫画の市場分析などを行っている。記念品として、受賞作品と成人向け漫画家が描いたサイン色紙が抽選で読者にプレゼントされる。

## 受賞作品

### このエロ漫画がスゴい!（2015年夏）
- ピックアップ：[2]
  - 『レンアイサンプル』（ホムンクルス、ワニマガジン社）
  - 『少女のトゲ』（Hisasi、ワニマガジン社）
  - 『ヅマちち』（葵ヒトリ、一水社）
  - 『お姉さんと愛しあっちゃおう!』（あさぎ龍、富士美出版）
  - 『ネトラレヅマ2』（LINDA、ワニマガジン社）
  - 『いま♡りあ』（武田弘光、ワニマガジン社）
  - 『はつこいりぼん。』（へんりいだ、ワニマガジン社）
  - 『ヒメカノ』（M&U、ジーオーティー）
  - 『少年コレクト』（しまじ、メディアックス）

### このエロ漫画がすごい! 2015
春輝によってトロフィーの描き下ろしイラストが寄稿された。
- 大賞：『NON VIRGIN』（織田non、ワニマガジン社）[3]
- 部門賞：
  - 『けだものの家』（墓場、ティーアイネット）
  - 『ボディコンプレックス』（orico、ワニマガジン社）
  - 『ヌーディストビーチに修学旅行で!!』（師走の翁、ヒット出版社）
  - 『おさなづまといっしょ』（源五郎、茜新社）

### このエロ漫画がすごい! 2016→2017
かずきんぐ（信長書店創業者親族）、森陽平（とらのあな）、河合雅文（メロンブックス）、對間じん（久保書店編集者）、牧田翠（エロ漫画統計家）、池川佳宏（熊本大学准教授）などが選考に参加した。八尋ぽちによってトロフィーのイラストが寄稿された。
- 大賞：『シスターブリーダー』（武田弘光、ワニマガジン社）[1]
- 部門賞：
  - 『ボコボコりんっ!』（知るかバカうどん、一水社）
  - 『まるだしすたー』（なかに、文苑堂）
  - 『俺得修学旅行』（奥森ボウイ、ジーオーティー）
  - 『いもーてぃぶ』（鬼束直、茜新社）
  - 『カーライフ♥カーセック』（弥美津ヒロ、ティーアイネット）

### このエロ漫画がすごい! 2017年夏
- 大賞：『プロトタイプ マドモアゼル』（40010試作型、ワニマガジン社）[5]
- 部門賞：
  - 『#ふつうのおんなのこ』（ゲズンタイト、リイド社）
  - 『水滴少女』（宇場義行、コアマガジン）
  - 『一求乳魂』（ごばん、コアマガジン）
  - 『エロ本ですよ。』（高柳カツヤ、コアマガジン）
  - 『Implicity』（東山翔、茜新社）

### このエロマンガがすごい!（2021年）
2021年度となる今回は、大手の書店員を含めた10人の選考委員による1次選考から編集部による2次選考を経て、最終投票によって上位3作品が決められた。稀見理都、クジラックス、ぐんぴぃ、葉月つばさ、塚本浩司（COMIC ZIN）などが選考に参加した。
- 大賞：『げーみんぐはーれむ』（笹森トモエ、FANZA同人）[7]
- 2位：『丹』（幾花にいろ、ジーオーティー）
- 3位：『性愛温泉』（ビフィダス、エンジェル出版）
- まだまだ推したい! 傑作エロマンガ作品
  - 『しょうたいむ! ～みなみお姉さんだってHしたい』（ギリギリ舞、ブラスト出版）
  - 『熟女居酒屋』（gonza、ワニマガジン社）
  - 『なっちゃんはね』（もじゃりん、ワニマガジン社）
  - 『異世界ソープランド輝夜』（猪熊しのぶ、日本文芸社）

### このエロ漫画がすごい! 大賞（2023年）
2024年1月23日に発売された「週刊SPA! 1月30日合併号」にて掲載された。
- 1位：『絶頂リフレ』（ぽちたろ、同人）
- 2位：『ヤらしいカラダのわたしたち』（翁賀馬乃助、ワニマガジン社）
- 3位：『糸を撚る』（高柳カツヤ、コアマガジン）
- 稀見理都が選ぶ2023MVP：『えいとまん先生のおかげで彼女ができました!』（えいとまん、コアマガジン）
- 新野安が選ぶ2023MVP：『出会って4光年で合体』（太ったおばさん、同人）
- 青柳美帆子が選ぶ2023MVP：『優しくしたら好きになってくれる?笑』（いだ天ふにすけ、同人）
- 葉月つばさが選ぶ2023MVP：『撫子さんはNO!って言えない』（もじゃりん、ワニマガジン社）
- 吉行ゆきのが選ぶ2023MVP：『肉食獣は絶倫交尾で孕みたい』（七保志天十、ジーウォーク）

## 反応
猪熊しのぶの『異世界ソープランド輝夜』第4巻（日本文芸社）では、本賞に選出されたことが帯の謳い文句となっている。